# Teatro Hager Fikir
Il teatro Hager Fikir, situato nel distretto di Piazza ad Addis Abeba in Etiopia, è il più antico teatro indigeno in Africa, fondato nel 1935.

## Storia
La compagnia "Hager Fikir Maheber", che riuniva vari personaggi politici e figure letterarie, fu fondata nel 1935 da Mekonnen Habtewold allo scopo di incoraggiare la tempra patriottica degli abitanti di Addis Abeba contro l'imminente occupazione italiana dell'Etiopia.
Dopo il crollo dell'impero coloniale nel 1941, la compagnia teatrale fu rifondata dagli esuli etiopi rientrati in patria, che si spostarono dallo spazio all'aperto di Menelik Square a un nuovo locale da quasi 300 posti, costruito alcuni anni prima come sala biliardo per gli ufficiali italiani.
Nel 1955, in occasione del 25º anniversario dell'incoronazione imperiale di Hailé Selassié, il teatro fu ristrutturato e la facciata fu arricchita con il portico centrale sormontato dal loggiato. Fu allora che fu costruito in città il grande teatro Hailé Selassié (ribattezzato successivamente Teatro Nazionale), voluto dall'Imperatore per rappresentarvi tragedie storiche e religiose, scritte prevalentemente da nobili e dignitari di Corte e destinate all'alta società. Al contrario, il teatro Hager Fikir, con i suoi spettacoli d'improvvisazione, mantenne il suo pubblico costituito soprattutto da gente comune; per questo ospitò anche trasmissioni radio in diretta per la Radio etiope e i suoi artisti si esibirono regolarmente in tour nei villaggi dell'Etiopia, allo scopo di avvicinare le persone impossibilitate a spostarsi nella capitale.
Nel tempo esordirono nel teatro vari artisti divenuti successivamente di notevole successo nel Paese, tra i quali Aster Aweke, Tilahun Gessesse e Frew Hailu.
La piccola sala originaria divenne secondaria rispetto alla nuova prima sala da circa 900 posti, che era nata come ambiente per esposizioni in seguito alla visita dell'imperatore Hailé Selassié negli Stati Uniti d'America.
In seguito al colpo di Stato che portò al potere la giunta militare comunista del Derg, il teatro continuò la sua attività, ma gli spettacoli, dedicati prevalentemente a temi sociali, furono controllati e talvolta censurati dal regime; il direttore Tesfaye Gesesse nel 1975 fu arrestato per aver rappresentato lo spettacolo Iqaw ("La Cosa"), ritenuto anti-rivoluzionario.
Sette anni dopo la caduta del Derg nel 1991, il teatro, divenuto sede di spettacoli musicali, commedie e rappresentazioni cinematografiche, fu restaurato, con l'aggiunta di nuovi arredi e delle vetrate decorate nella facciata; in seguito fu inoltre arricchito internamente con alcune statue di personaggi delle commedie, tra cui quella di Munaye Menberu.